# Sideshow Mel
Melvin van Horne eller bare Sideshow Mel er en fiktiv karakter i tv-serien The Simpsons. Han er Krusty the Klowns sidekick og har en knogle i håret.
Han har en vane med at dukke op i mængder og komme med kommentarer til det der sker. Han bliver lagt stemme til af Dan Castellaneta. 